# El rey del mambo
El rey del mambo es una película española estrenada en 1989 dirigida por Carles Mira.

## Argumento
Carmen (Charo López) y Ana (Magüi Mira) son dos mujeres maduras que se enamoran de un joven de color llamado Ali (Kelvin Garvanne).

## Comentarios
El director es el hermano de una de las actrices protagonistas (Magüi Mira).
- Datos: Q5826466